# Obereopsis basilewskyi
Obereopsis basilewskyi är en skalbaggsart som beskrevs av Stefan von Breuning 1952. Obereopsis basilewskyi ingår i släktet Obereopsis och familjen långhorningar.
Artens utbredningsområde är Burundi. Inga underarter finns listade i Catalogue of Life.